# Paradoxopsyllus inferioprocerus
Paradoxopsyllus inferioprocerus är en loppart som beskrevs av Yu Xin, Cao Hanli et Huang Gongmin 1987. Paradoxopsyllus inferioprocerus ingår i släktet Paradoxopsyllus och familjen smågnagarloppor. Inga underarter finns listade i Catalogue of Life.